# Анно-Николаевка
Анно-Николаевка (укр. Ганно-Миколаєвка) — село в Криворожском районе Днепропетровской области Украины. До 19 июля 2020 года входило в состав Софиевского района.
Код КОАТУУ — 1225287704. Население по переписи 2001 года составляло 139 человек.

## Географическое положение
Село Анно-Николаевка находится на расстоянии в 1 км от села Южное и в 1,5 км от села Александровка.
По селу протекает пересыхающий ручей с запрудой.